# Театральная площадь (Луцк)
Театральная площадь — центральная и главная площадь города Луцка, расположена на пересечении семи улиц: Винниченка, Леси Украинки, Градного спуска, проспекта Свободы, Словацкого, Шевченка, Богдана Хмельницкого.
Место, где происходят главные общественные, развлекательные, культурные события. Площадь окружают как памятники архитектуры, так и культурные или торговые постройки: архитектурный комплекс бернардинцев, Волынский областной академический музыкально-драматический театр имени Т. Г. Шевченко, центральный универмаг, здесь также расположен отель «Украина» и другие здания. Посреди площади находится памятник Леси Украинки.
Площадь как городская территория образовалась в конце XVIII века. Сначала это было место для военных сборов — здесь располагались казармы, проводились учения. Впоследствии с развитием города на север и восток площадь все больше благоустраивался. В начале XX века здесь уже был городской сад, а в семидесятые годы его вырубили для построения театра.
В 2011 году на Театральной площади сделали небольшую реконструкцию: обновили фасад театра, изменили покрытие. Есть проекты по дальнейшим реконструкции с обустройством подземных переходов, построением подземной автостоянки и другой инфраструктуры

## История

### Древние поселения
Нынешняя площадь расположена на холме местности, возвышается над поймой реки Стыр. Природно-географические условия способствовали заселению в древнейшие времена. Так, побережье реки было заселено ещё с позднего палеолита. Временные стоянки неолит иного времени зафиксированы археологами на возвышенностях местности .
Во времена раннего средневековья на территории, вокруг холма, где теперь располагается площадь, уже была густая застройка полуземляночными сооружениями. Эта часть уже в VIII веке составляла единый поселенческий комплекс, центром которого выступал детинец. Богатые археологические находки позволили установить и детализировать хозяйственную, культурную и политическую историю города этого времени. В XII веке здесь был образован могильный курган с захоронениями жертв осады Лучеська войсками Андрея Боголюбского.

### Догородская история
Хотя холм, получивший название Градный холм, был заселён издавна, но он никогда не входил в состав собственно города. Северная граница княжеского Лучеська (теперь это улица Кривой Вал) остановилась на Крещатых оврагах, которые ограничивали пригород Помостичи с севера. Приблизительно в XV—XVI веках на самой горе начинает существовать костёл Святого Креста. Сначала он принадлежал луцкой кафедре, а в 1643 году был подарен ордену бернардинцев; бернардинцы впоследствии построили здесь и монастырь.
С появлением бернардинцев жизнь на Градном холме оживилось. Вокруг комплекса были построены хозяйственные помещения, сад. На кладбище, которое располагалось рядом и был основным местом захоронения луцких католиков, в конце 1640-х была построена часовня скорбного Христа. В 1673 году бернардинцы подали жалобу в сейм в связи с тем, что дорога, которая ведёт в город, проходит под самыми монастырскими окнами через территорию конвента. Монахи получили разрешение на его перенос.
Во второй половине XVIII века был построен новый каменный бернардинский комплекс с подземными ходами. На территории монастыря также была насыпная наблюдательная гора, которая использовалась для осмотра прилегающей к городу территории, а также, вероятно, для астрономических наблюдений.

### Ярмарочная площадь
В середине XIX века площадь изменилась: казармы и парады были перенесены в другие места. Но впоследствии сюда были перенесены ярмарки с Пятницкой горы. На площади установили стационарную мерницу с весами, торговые прилавки, загоны для скота. Была и развлекательная часть. В юго-восточной части парадной площади (название ещё сохранялась несмотря переноса парадов в другое место) находился крытый цирк, различные аттракционы. В праздничные дни здесь происходили народные гуляния. А рядом с гауптвахтой находился популярный трактир Антона Черныша. После его смерти кабак стал принадлежать жене. Популярность его возросла настолько, что выражение «ходить к Анне» знал каждый житель. Госпожа Анна была известна своими нетрадиционными блюдами, изготовленными по старинным рецептам, и различными оригинальными выдержанными напитками, изготовленными якобы по рецептам прапрабабушки Анны. Одним из любимых блюд были «Пальчики под грибным соусом».
Во второй половине XIX века на Парадной площади уже намечались изменения. Во-первых, согласно генеральным планом Луцка 1869 года, рядом с площадью должен был появиться новый городской район, центральная улица которого (Ровенско-Дубенская) начиналась именно на площади. Во-вторых, по разным причинам (главное, антисанитария) записывались многочисленные жалобы о переносе ярмарок. В-третьих, бернардинский двор был отменён, архитектурный комплекс сильно переработан для образования городского православного собора, тюрьмы, конюшен, резиденции епископа, арсенала. 30 сентября 1895 году здесь была открыта четырёхклассная мужская гимназия.

### Устройство публичного сада
Жалоба от директора гимназии о несовместимости существования учебного заведения и ярмарок рядом, а также многочисленные жалобы жителей и врача об антисанитарном состоянии на площади заставили городскую администрацию перенести ярмарки в другое место. Однако это вызвало жалобы владельцев магазинчиков, которые располагались на прилегающих к парадной площади улицах. Конфликт был урегулирован таким образом, что новое место проведения ярмарок выбрали уже не так далеко от площади, сразу после переноса.

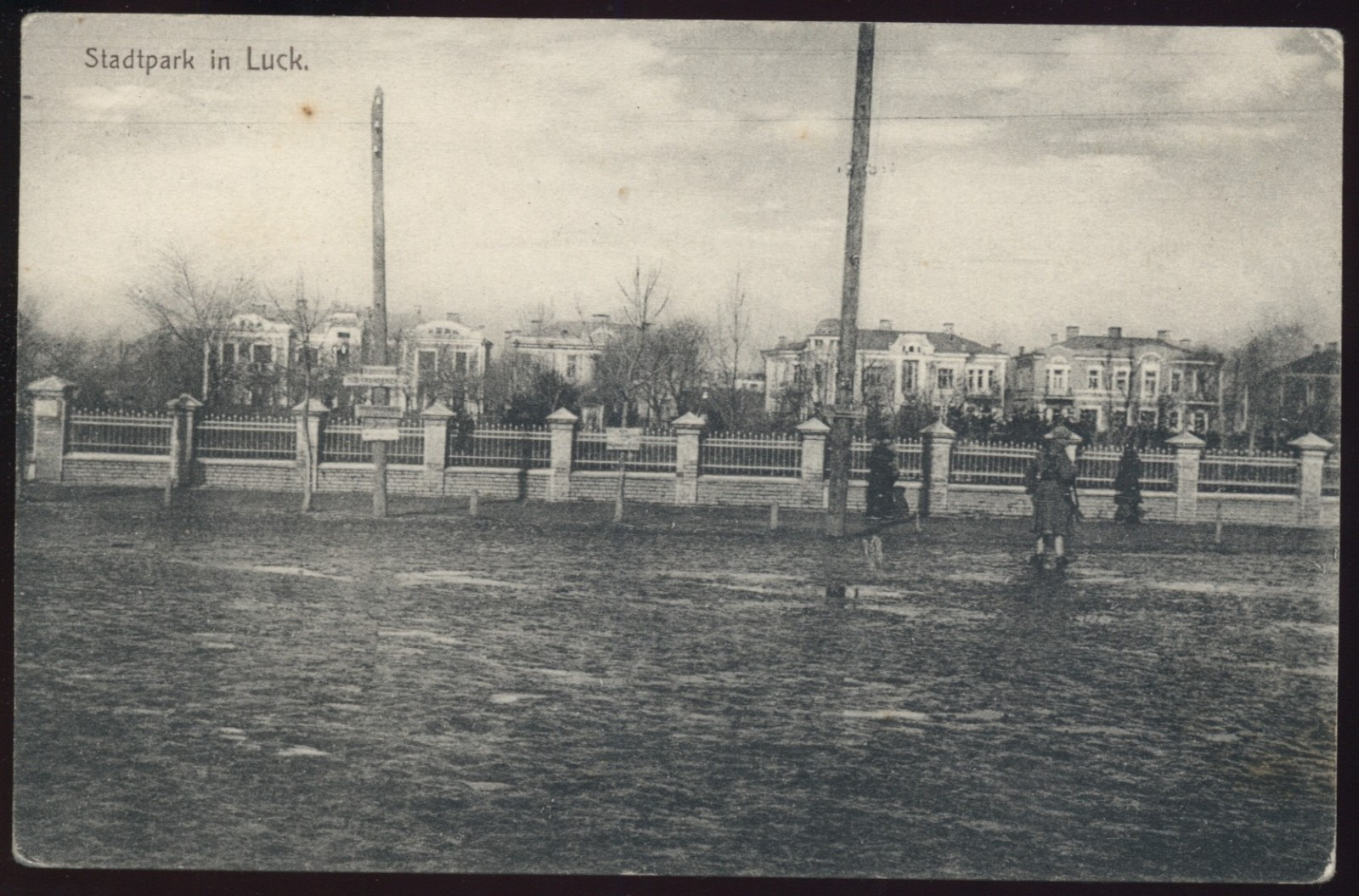
Парк в начале XX века

На освобождённой территории сначала планировали сделать бульвар, однако остановились на проекте второго городского публичного сада. В 1907 году была создана комиссия, которая рассматривала проекты для строительства сада. Финальный проект включал предложения двух специалистов: киевского ландшафтного пейзажиста Рудольфа Троцко и садовника Всеволода Влка с Боратин Чешского. В 1910 (1908) году началось создание сада. Здесь были высажены редкие деревья. С 1913 году некоторые горожане имели в саду именные деревья, самостоятельно за ними ухаживая. Впоследствии в публичном саду была сделана сцена для выступления оркестров, поставлены различные киоски, здесь проходили народные гулянья, проводились культурные мероприятия.

### Реконструкция сада и городской парк
В 1920-х годах публичный сад обновили. В его южной части сделали небольшую площадь Габриэля Нарутовича. Сам сад претерпел обновление: были разбиты новые клумбы, высыпанные дорожки. Он стал выполнять роль городского парка. После 1935 года в центре парка был поставлен памятник Юзефу Пилсудскому. Однако в 1939 году его сняли. Уже перед войной возле парка начали строить кинотеатр, однако война помешала завершению планов. Во время Второй мировой войны в парке хоронили погибших. Впоследствии их останки были перезахоронены. В 1949 году в парке поставили памятник Сталину. Однако его сняли после 1956 года. В 1961 году здесь установили памятник Ленин у. Парк снова играл роль места массового отдыха, с концертами, выступлениями, демонстрациями .

### Преобразование в центральную площадь города
В 1970-х годах произошла существенная смена благоустройство территории. В 1971 году была запроектирована новая городская площадь с вынесением движения за его пределы, театром, фонтаном, другим благоустройством территории. Учитывая, что в парке росло много редких пород деревьев (пирамидальные дубы, серебристые ёлки, многолетние липы и др.), был разработан отдельный план для сохранения насаждений, но лишь отчасти, ведь почти весь парк нужно было вырубить для строительства современного театра. Одновременно с этим, в пойме реки Стыр начали строить новый большой городской парк. Окончательный план нового Майдана был составлен в 1974 году. Всего в 1978 года, всего за 4 года, произошли следующие изменения:
- Вырубили парк и заложили новый парк в пойме Стыр. Редкие деревья также были вырублены.
- Кладбище Свято-Троицкого собора было уменьшено, а забор перенесён ближе к зданию.
- На пересечении с улицей Советской (ныне — Леси Украинского) построили новый девятиэтажный дом с электронными часами и термометром.
- Недостроенный предвоенный кинотеатр оборудовали как дом культуры.
- В 1975 году построили фонтан со светло-музыкой.
- В 1975 году построили музыкально-драматический театр на 800 мест.
- 19 августа 1977 года в центре площади открыт памятник Лесе Украинке.
- Движение транспорта вынесли за пределы площади на его северную сторону.
- В северной стороне возвели центральный универмаг.
- За театром вправо в 1978 году построили тогда самый высокий в городе пятнадцатиэтажный дом.

Так произошло рождение нового центральной площади города.

## Настоящее

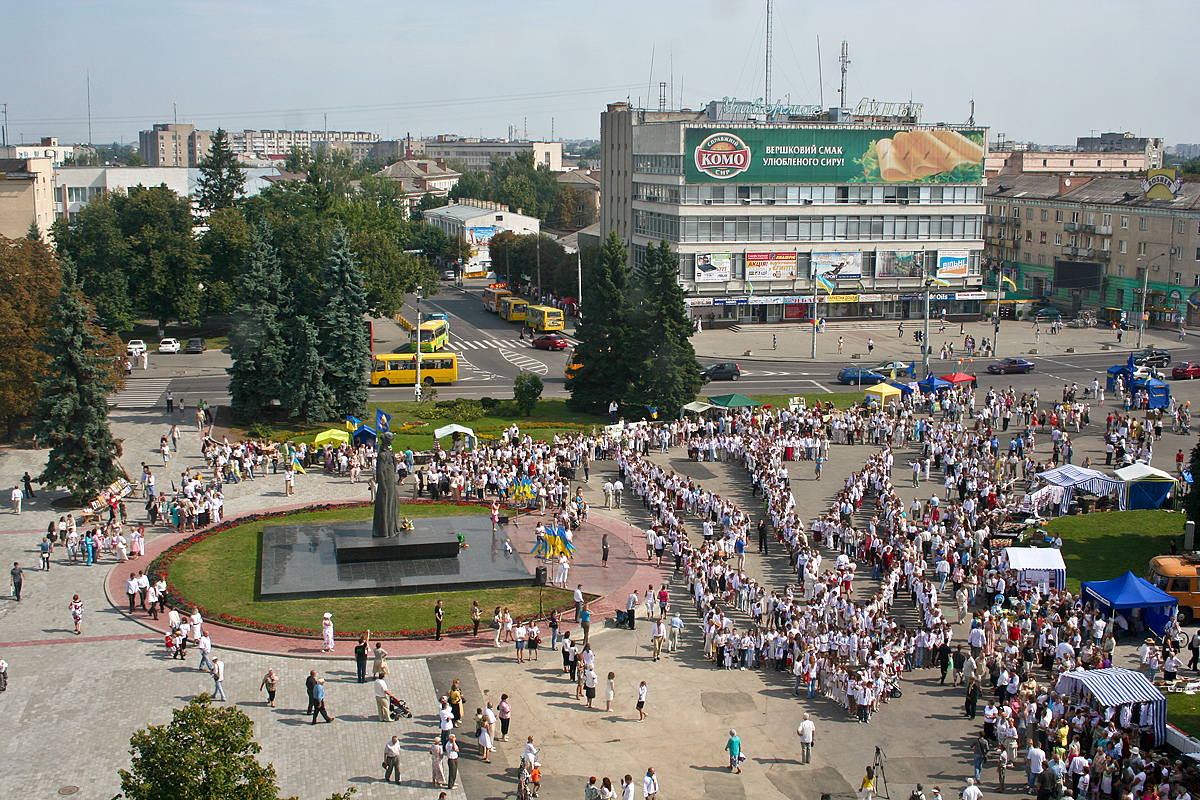
«Украинская вышиванка» в 2010 году

Около тридцати лет площадь не испытывала строительных изменений. В 2010—2011 годах здесь заменено покрытие с асфальтового на плиточное. В 2011 году произведена реконструкция областного академического музыкально-драматического театра им. Шевченко, рядом с собором сооружено новое здание духовной семинарии. Также был обновлён памятник Лесе Украинке.
Театральная площадь является центром проведения главных политических, культурных событий города. Здесь проходят демонстрации и митинги, концерты и массовые гуляния. На площади частично проводятся мероприятия различных фестивалей и общественных акций: Украинская вышиванка, Полесское лето с фольклором, праздничные ярмарки в День города и День Независимости и т. п. В здании бывшего монастыря бернардинцев находится библиотека для юношества.
На площади, кроме памятника Лесе Украинке, расположена мемориальная доска Михаилу Кравчуку и бюст Тараса Шевченко.